# Azerbaiyán y la Organización de las Naciones Unidas

Bandera de las Naciones Unidas

Azerbaiyán fue admitido a la Organización de las Naciones Unidas el 2 de marzo de 1992 en el 46 período de sesiones de la Asamblea General de las Naciones Unidas. El 6 de mayo de 1992 la delegación de Azerbaiyán comenzó a trabajar en la ONU. En 1993 en Azerbaiyán, se abrió la representación de las Naciones Unidas.

Bandera de la República de Azerbaiyán

## El miembro de la ONU
La membresía en la ONU ayudó a Azerbaiyán fortalecer la independencia recientemente recuperado. La delegación de Azerbaiyán desde el primer día de la participación en las Naciones Unidas a través de la plataforma de la organización trataba de atraer la atención al conflicto armenio-azerbaiyano de Alto Karabaj.

### ElsigloXX
Durante el año 1993 el Consejo de Seguridad de la organización aprobó el 4 resoluciones sobre el conflicto armenio-azerbaiyano y cada uno de ellos fue adoptada como resultado de la ocupación de Alto Karabaj y siete zonas adyacentes de Azerbaiyán por Armenia.Son las siguientes:
1. La resolución del Consejo de Seguridad de las Naciones Unidas 822, de 30 de abril de 1993, sobre la ocupación de Kelbedjar,[2]
2. La resolución del Consejo de Seguridad de las Naciones Unidas 853, de 29 de julio de 1993, después de la ocupación de Aghdam,[3]
3. La resolución del Consejo de Seguridad de las Naciones Unidas 874, de 14 de octubre de 1993, sobre la ocupación Fuzulí, Djabrail y Kubadli y[4]
4. La resolución del Consejo de Seguridad de las Naciones Unidas 884, de 12 de noviembre de 1993 en relación con la ocupación de Zangilan.[5]

Como resultado de la ocupación en Azerbaiyán aparecieron los refugiados y los desplazados. En 1993, en la sesión plenaria de la Asamblea General de la ONU fue aprobada una resolución en la que se preveía la asistencia internacional a los refugiados y desplazados.
Por primera vez, el presidente de Azerbaiyán Heydar Aliyev participó en el período de sesiones de la Asamblea General de las Naciones Unidas en septiembre de 1994, en el 49 período de sesiones.
En octubre de 1994, el Secretario General de la ONU Boutros Boutros-Ghali realizó una visita en Bakú.
En octubre de 1995 a causa de 50 aniversario de las Naciones Unidas se realizó una sesión de la Asamblea General de las Naciones Unidas, en la que participó también Heydar Aliyev.
En 1996, la Asamblea General de la ONU aprobó la resolución sobre la cooperación con la OSCE, en la que reiteró su mantenimiento de la integridad territorial de Azerbaiyán.
El 28 de julio de 1997 Heydar Aliyev realizó una visita oficial a Estados Unidos, donde se reunió con el nuevo Secretario General de la ONU, Kofi Annan. El mismo día en el encuentro con los representantes permanentes de los Estados miembros del Consejo de Seguridad de las Naciones Unidas y el 29 de julio en un encuentro con los embajadores de los estados acreditados en la ONU, el presidente de Azerbaiyán en su discurso informó a los participantes de la reunión sobre Azerbaiyán, los problemas con los que el país se enfrenta y el conflicto armenio-azerbaiyano de Alto Karabaj.
En 1996 Azerbaiyán se unió y firmó la convención de las Naciones Unidas de 1984 “Contra la tortura y otros tratos o penas crueles, inhumanos o degradantes y de la pena".
En 1998 se cumplió el 50 aniversario de la Declaración Universal de los Derechos Humanos de las Naciones Unidas y en el mismo año en Azerbaiyán fueron abolidos la pena de muerte y la censura de prensa.

### ElsigloXXI
El septiembre de 2000 se realizó cumbre del milenio de las Naciones Unidas, donde Heydar Aliyev participó y pronunció un discurso, refiriéndose a la situación creada en el país como resultado del conflicto armenio-azerbaiyano de Alto Karabaj. En su discurso también subrayó la necesidad de realizar reformas en la ONU.
Después de los sucesos del 11 de septiembre de 2001, la República de Azerbaiyán se unió a las medidas antiterroristas de la ONU. La República de Azerbaiyán ha trabajado en estrecha colaboración con el comité de la onu sobre la lucha contra el terrorismo y el comité de sancciones de Afganistán. El octubre de 2001 Azerbaiyán participó en las operaciones antiterroristas en Afganistán y envió militar para colaborar con las fuerzas armadas internacionales sobre protección de la seguridad en Afganistán.
En octubre de 2001 Azerbaiyán se adhirió a la convención de las Naciones Unidas sobre prevención de la financiación del terrorismo.
En septiembre de 2003, el primer ministro de Azerbaiyán, Ilham Aliyev pronunció un discurso en la sesión ordinaria de la Asamblea General de las Naciones Unidas y señaló que para revitalización de la fuerza y la autoridad de las Naciones Unidas, las reformas tienen gran importancia.
En abril de 2004 el jefe del Ministerio del Desarrollo Económico de Azerbaiyán Farjad Aliyev, el coordinador residente de las Naciones Unidas Marco Borsotti, así como representantes del alto comisionado de las Naciones Unidas para los refugiados y UNICEF firmaron un acuerdo de marco de asistencia para el desarrollo de Azerbaiyán (2005-2009).
En septiembre de 2004 en el 59 período de sesiones de la Asamblea General de las Naciones Unidas, el presidente de Azerbaiyán, Ilham Aliyev recordó que las cuatro resoluciones del Consejo de Seguridad de la ONU sobre el conflicto armenio-azerbaiyano de Alto Karabaj todavía no se han cumplidos.
El 21 de octubre de 2011, en Bakú, vicepresidente de la Fundación de Heydar Aliyev Leyla Aliyeva y el coordinador de la ONU en Azerbaiyán Fikret Akchura han firmado un memorándum de intenciones de cooperación de la Fundación de Heydar Aliyev y el Programa de Naciones Unidas para el desarrollo.
Azerbaiyán en 2012-2013 fue miembro del Consejo de Seguridad de las Naciones Unidas, el Desarrollo Económico y desde 2003 hasta 2005 y desde 2017 en el transcurso de siguientes tres años del Consejo Social de la ONU. Además, durante los años 2005-2006 fue miembro de la Comisión de Derechos Humanos, en 2006-2009 - del Consejo de Derechos Humanos y otros órganos y estructuras de la organización.
A partir de septiembre de 2015 hasta el septiembre de 2016 en Nueva York se celebró el 70.º aniversario durante el período de sesiones de la Asamblea General de las Naciones Unidas, donde participó el ministro de relaciones exteriores de Azerbaiyán, Elmar Mammadyarov.
El 25 de septiembre Elmar Mammadyarov dentro de la 70° período de sesiones de la Asamblea General de las Naciones Unidas se reunió con los copresidentes del Grupo de Minsk de la OSCE - Igor Popov (de Rusia), James Warlick (de Estados Unidos) y Pierre Andre (de Francia). En el transcurso de la reunión las partes discutieron la forma de resolver el conflicto armenio-azerbaiyano.
El 18 de octubre de 2019 la Fundación Heydar Aliyev y el Fondo de las Naciones Unidas para la Infancia (UNICEF) se firmaron un Memorando de Entendimiento.